# Thomas H. Pigford
Thomas Harrington Pigford (* 21. April 1922 in Meridian, Mississippi; † 27. Februar 2010 in Oakland, Kalifornien) war ein US-amerikanischer Kernchemieingenieur und Hochschullehrer.

## Leben
Nach dem Schulbesuch studierte er Chemieingenieurwesen am Georgia Institute of Technology und schloss dieses Studium 1943 mit einem Bachelor of Science (B.S. Chemical Engineering). Im Anschluss leistete er bis zum Ende des Zweiten Weltkrieges seinen Militärdienst in der US Navy.
Nach dem Ende des Krieges absolvierte er ein postgraduales Studium am Massachusetts Institute of Technology (MIT) und erwarb dort 1948 einen Master of Science (M.Sc.). Danach war er nicht nur von 1950 bis 1952 Mitarbeiter am Oak Ridge National Laboratory (ORNL), sondern erwarb 1952 auch einen Doctor of Science (D.Sc.). Nach einer anschließenden Tätigkeit als Leitender Wissenschaftler am Lawrence Berkeley National Laboratory war er zwischen 1955 und 1959 Professor für Kernchemie und Chemieingenieurwesen am MIT. Zu dieser Zeit gehörte er bis 1959 auch dem Gründungsstab von General Atomics an und verfasste 1958 zusammen mit Manson Benedict das Fachbuch Nuclear Chemical Engineering.
Danach wurde er 1959 Gründungsprofessor für Nuklearingenieurwesen an der University of California, Berkeley und lehrte dort bis zu seiner Emeritierung 1991. Während dieser Zeit war er zudem dreimaliger Vorstehere der Abteilung für Nuklearingenieurwesen an der University of California, Berkeley. Pigford, der auch Mitgründer und Fellow der American Nuclear Society und Mitglied des American Institute of Chemical Engineers war, wurde 1976 Mitglied der National Academy of Engineering. 1981 wurde er mit dem John Wesley Powell Award der US Geological Survey ausgezeichnet.
Als anerkannter Fachmann für Nuklear- und Chemieingenieurwesen war Pigford schließlich Mitglied der Untersuchungskommissionen zu den Unglücks- und Störfällen im Kernkraftwerk Three Mile Island 1979, Tschernobyl 1986 und Hanford Site sowie zur Begutachtung des vorgeschlagenen Endlagers Yucca Mountain.